# Bugsier 6
Die Bugsier 6 ist der erste „Rotor“-Schlepper, der von der Bugsier-, Reederei- und Bergungsgesellschaft mbH & Co. KG (BRB) in Dienst gestellt wurde. Mit einem Pfahlzug von über 83 Tonnen gehört er zu den leistungsfähigsten Hafenschleppern der BRB. Aufgrund ihrer Bauweise ist die Bugsier 6 bedingt für Offshore-Einsätze geeignet.

## Geschichte
Die Bugsier 6 wurde am 11. Oktober 2006 auf der Werft ASL Shipyard Pte. Ltd. in Singapur auf Kiel gelegt und am 7. März 2008 fertiggestellt. Danach wurde sie als Bordladung eines Frachtschiffes nach Rotterdam überführt. Zur Endausrüstung wurde sie von dort zur Neuen Jadewerft in Wilhelmshaven geschleppt. Ende Juli 2008 wurde sie in Bremerhaven in Dienst gestellt.

## Technik
Die Bauform des „Rotor“-Schleppers ist ein Entwurf des niederländischen Unternehmens Kooren Shipbuilding & Trading (heute KST B.V.). Wie beim „Traktor“-Schlepper befinden sich die beiden Hauptantriebsanlagen unter dem Vorschiff, die stabilisierende Heckflosse wird durch einen dritten Antrieb ersetzt. Durch diese Bauart erreichen „Rotor“-Schlepper bei seitlichem Schleppen ca. 75 % des maximalen Pfahlzugs. 

### Maschinen- und Antriebsanlage
Die Antriebsanlage der Bugsier 6 besteht aus drei Achtzylinder-Reihenmotoren des Typs Wärtsilä 20, die über Kupplungen und Antriebswellen auf jeweils eine Wärtsilä-Lips-Ruderpropelleranlage wirken. Die Verstellpropeller haben einen Durchmesser von 2,30 m und laufen in Kortdüsen.
Die Bugsier 6 hat für die Stromerzeugung zwei Dieselgeneratoren (je 120 kW) und einen 25-kW-Generator für den Hafenbetrieb.

### Ausrüstung
Die Bugsier 6 ist mit zwei hydraulisch betriebenen Schleppwinden ausgerüstet. Die achtere Winde befindet sich zwischen den Schornsteinen und erreicht eine Zugkraft von bis zu 30 Tonnen (circa 294 kN). Das Schleppseil besteht aus Stahl und ist 500 Meter lang.

## Sonstiges
Die Bugsier-, Reederei- und Bergungsgesellschaft beschloss Ende 2012, den Bauauftrag für zwei baugleiche Seehafen-Assistenz-Schlepper mit mindestens 70 Tonnen Pfahlzugleistung nach Deutschland zu vergeben. Gewinner dieser Ausschreibung wurde die Fassmer-Werft in Berne (ehemalige Schweers-Werft). Beide Schlepper wurden 2014 getauft (Bugsier 7 bzw. Bugsier 8).